# De Telegraaf
De Telegraaf is een dagblad in Nederland en een verwante nieuwswebsite, uitgegeven door Uitgeversmaatschappij De Telegraaf (UMT), een dochtermaatschappij van het Belgische Mediahuis. De in 1893 opgerichte krant, die landelijk zes dagen per week verschijnt, bevat onder andere binnen- en buitenlands nieuws. Op vrijdag (voor abonnees) en zaterdag (losse nummers) verschijnt het magazine Vrouw bij De Telegraaf.
De Telegraaf, gevestigd te Amsterdam, is een ochtendkrant met (volgens HOI, Instituut voor Media Auditing) een totaal betaalde gerichte oplage van 353.000 exemplaren (2018). Begin deze eeuw was de oplage nog iets meer dan 800.000.

## Redactionele inhoud
Het dagblad heeft een dagelijkse financiële sectie, 'De Financiele Telegraaf', en een dagelijkse sportsectie, 'Telesport'. Andere rubrieken zijn onder meer: 'Privé', 'Wat U zegt', 'Vrouw', Woon-, Vaar-, en Reiskrant en de societyrubriek Stan Huygens Journaal.
De Telegraaf wordt getypeerd als een populaire krant vanwege een relatief hoog gehalte amusement, waaronder sensatieberichten, minstens een pagina gevuld met artikelen uit het magazine Privé en een groot sportkatern. In deze typering wordt de krant samen met het Algemeen Dagblad onderscheiden van de zogenoemde 'kwaliteitskranten', waarin 'informatie en achtergrond' ("kwaliteit") de overhand wordt gesteld te hebben. De Telegraaf kan echter niet worden gezien als een echt boulevardblad zoals het Duitse Bild en het Britse The Sun, die het voornamelijk van de losse verkoop moeten hebben. De toon is gematigder en er wordt minder gebruik gemaakt van afbeeldingen. Ook is de financiële bijlage De Financiële Telegraaf 'serieuzer' van opzet dan de rest van de krant.
Het blad richt zich op een breed publiek ('dwarsdoorsnede van de Nederlandse samenleving'), met name door gebruikmaking van een conservatieve en populistische stijl en het publiceren van nieuws dat door andere media wordt genegeerd. Voor dit doel wordt het blad ook deels op compact - en deels op broadsheet-formaat uitgebracht. Politiek gezien heeft de krant een tendens naar rechts. Opmerkelijk genoeg ontpopte De Telegraaf zich in de jaren 2001-2002 aanvankelijk tot een bestrijder van Pim Fortuyn, die vervolgens in een uitzending van het praatprogramma Business Class (10 februari 2002) dreigde de krant 'kapot' te zullen maken. Op 11 maart 2002 trad er verzoening op tussen Fortuyn en de Telegraaf en plaatste de krant een uitgebreid en openhartig interview met Fortuyn vergezeld met foto's, o.m. met zijn twee hondjes op het strand van Noordwijk.

## Geschiedenis

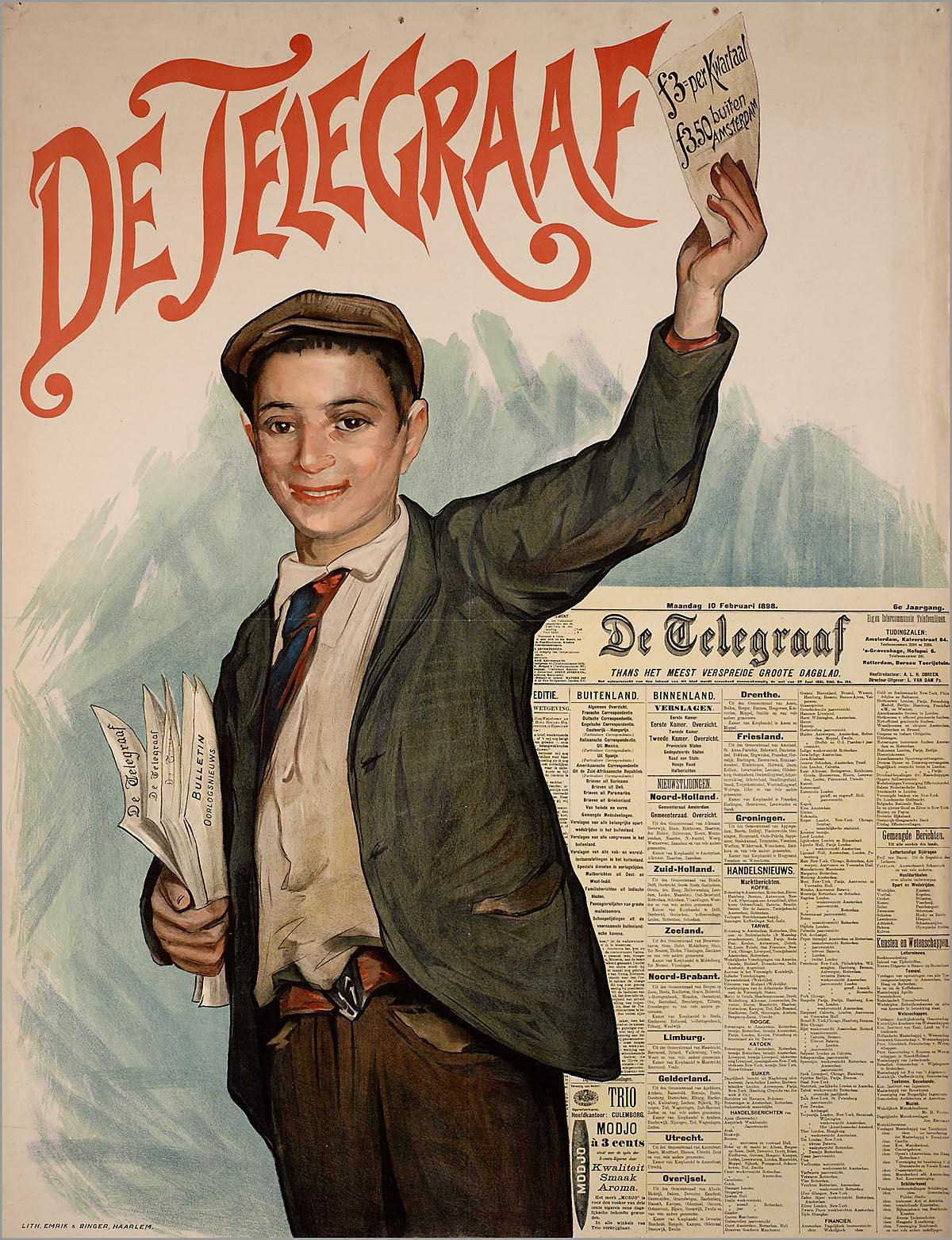
Affiche, 1898

### Oorsprong
De Telegraaf werd opgericht door jonkheer Henry Tindal en Gerard Adriaan Heineken, die in maart 1892 een oude drukkerij aan de Gravenstraat in Amsterdam kochten om deze om te toveren tot een van de modernste drukkerijen van het land. Deze drukkerij, de n.v. Elektrische Drukkerij en Kantoorboeken fabriek genaamd, zou als eerste in Nederland de beschikking krijgen over een stoommachine om elektriciteit op te wekken. De fabriek aan de Gravenstraat werd pas op 14 maart 1893 in gebruik genomen nadat de trage bouw ervan voltooid was. Tegelijkertijd werd ook het kopblad De Courant begonnen. Op 1 januari 1893 verschenen eerste nummers die tot 14 maart 1893 elders werden gedrukt. De eerste hoofdredacteur was A.L.H Obreen, maar hij nam ontslag in 1899 omdat volgens hem te veel geld van De Telegraaf verdween naar de heilloze zakelijke avonturen van Tindal om water te zuiveren met ozon (na zijn overlijden bleek Obreen gelijk te hebben). Obreen werd opgevolgd door W.F. Andriessen, neef van de beroemde kinderboekenschrijver P.J. Andriessen en telg uit een geslacht van schrijvers en doopsgezinde dominees. Samen met redactrice (medefinancier van de Telegraaf en vertrouwelinge van Tindal) Amy Grothe-Twiss waren zij verantwoordelijk voor een ware perscampagne ten gunste van Paul Kruger en diens Zuid-Afrikaanse Boerenoorlog tegen de Engelsen. De Telegraaf kreeg in het geheim zelfs het privilege om persberichten over de oorlog een dag eerder te krijgen dan andere kranten, schrijft Amy in haar memoires. Andriessen gaf voor de Telegraaf ook een kinderkrant uit die hij als 'raadselredacteur' van inhoud voorzag. Amy Grothe-Twiss gaf zich uit als de nimf Swawa Helgi en in de kinderkrant van de Telegraaf ontstond een levendige briefwisseling tussen de nimf en de raadselredacteur, waarbij ook magische voorwerpen uitgewisseld werden. De kinderkrant met de verhalen van Swawa Helgi werd zo populair dat de nieuwe directeur Holdert (na het failliet en de dood van Tindal) bang was dat Andriessen met de kinderkrant en de abonnees zou vertrekken, schrijft Amy in haar memoires. Holdert ensceneerde daarom in 1903 een conflict met Andriessen. Hij had een stok nodig om 'de kliek van Tindal' te verwijderen uit de Telegraaf. Andriessen werd door de tirannieke Holdert ontslagen en vertrok naar de Alkmaarsche Courant. Amy Grothe-Twiss ging het verhaal van Swawa Helgi presenteren als openluchttheater op haar landgoed Villa Corvin in Hilversum, waarin ze in 1903 zelf de rol van Swawa speelde. Daarmee werd zij later bekend als 'de moeder van het Nederlandse openluchttheater'. Zij was een van de rijkste vrouwen van Nederland, maar haar vermogen loste op in Tindals Telegraaf, en zijn ozonexperimenten. Volgens krantenartikelen zou ze arm zijn gestorven.
De dood van Tindal, het vertrek van Andriessen en Amy Grothe-Twiss, en de komst van Holdert markeerde niet alleen een keerpunt voor De Telegraaf, maar illustreerde ook de verandering van de tijdgeest. Tindal, Andriessen en Grothe-Twiss waren representanten van een optimistische en creatieve tijdgeest; het was de tijd van visionairs, Walden, Domela Nieuwenhuis, de Spoorwegstaking, de opkomst van het feminisme en de bekendheid met niet-westerse religies. Vanaf het begin van de 20e eeuw zou dit optimisme verpletterd worden door de gruwelen van de wereldoorlogen en de totalitaire systemen van fascisme en communisme. Holdert lijkt dan ook een representant van deze nieuwe tijdgeest, door zakelijk winstbejag te koppelen aan politiek opportunisme en populisme.
Toen Tindal in 1902 overleed, nam drukker Holdert met hulp van geldschieters De Telegraaf per 12 september over, samen met De Courant. Een half jaar later lijfde hij de Amsterdamsche Courant in, de spreekbuis van het gemeentebestuur van de hoofdstad.

### Eerste Wereldoorlog
Tijdens de Eerste Wereldoorlog, toen Nederland een neutrale positie in het conflict had ingenomen, koos De Telegraaf zeer nadrukkelijk de zijde van Engeland, Frankrijk en Rusland tégen Duitsland en Oostenrijk. Hoewel de Staat der Nederlanden in een aantal strafprocessen trachtte De Telegraaf de mond te snoeren, volgde in alle gevallen vrijspraak.
De hoofdredacteur van De Telegraaf, Kick Schröder, werd in november 1915 aangeklaagd, omdat hij op 16 juni in een artikel had gesproken over 'een groep gewetenlooze schurken die dezen oorlog veroorzaakt hebben'. Deze tekst bevatte genoeg anti-neutrale stellingen om Schröder – overigens pas in november – aan te klagen wegens 'breuk van neutraliteit'. Op 4 december werd hij zelfs gearresteerd omdat men bang was voor vlucht van de verdachte en herhaling van het misdrijf. Op 21 december 1915 werd hij weer vrijgelaten, zijn vrijspraak volgde maanden later. Politiek tekenaar Louis Raemaekers (1869-1956) speelde een belangrijke rol in de geschiedenis van De Telegraaf in de Eerste Wereldoorlog. Zijn felle dramatische prenten werden verschillende keren in beslag genomen en hij werd, samen met Holdert en Schröder, enkele malen op het matje geroepen bij minister John Loudon.
Zo werd De Telegraaf in 1914 (na altijd pro-Duits te zijn geweest) opeens een spreekbuis van de Fransen en de Entente. De krant vond dat Nederland niet neutraal kon zijn, en partij moest kiezen. Er zijn brieven bewaard van de Franse gezant die duidelijk aangeven wat er in de krant moest verschijnen. Het is niet meer duidelijk wat daar tegenover gestaan heeft.

### Interbellum

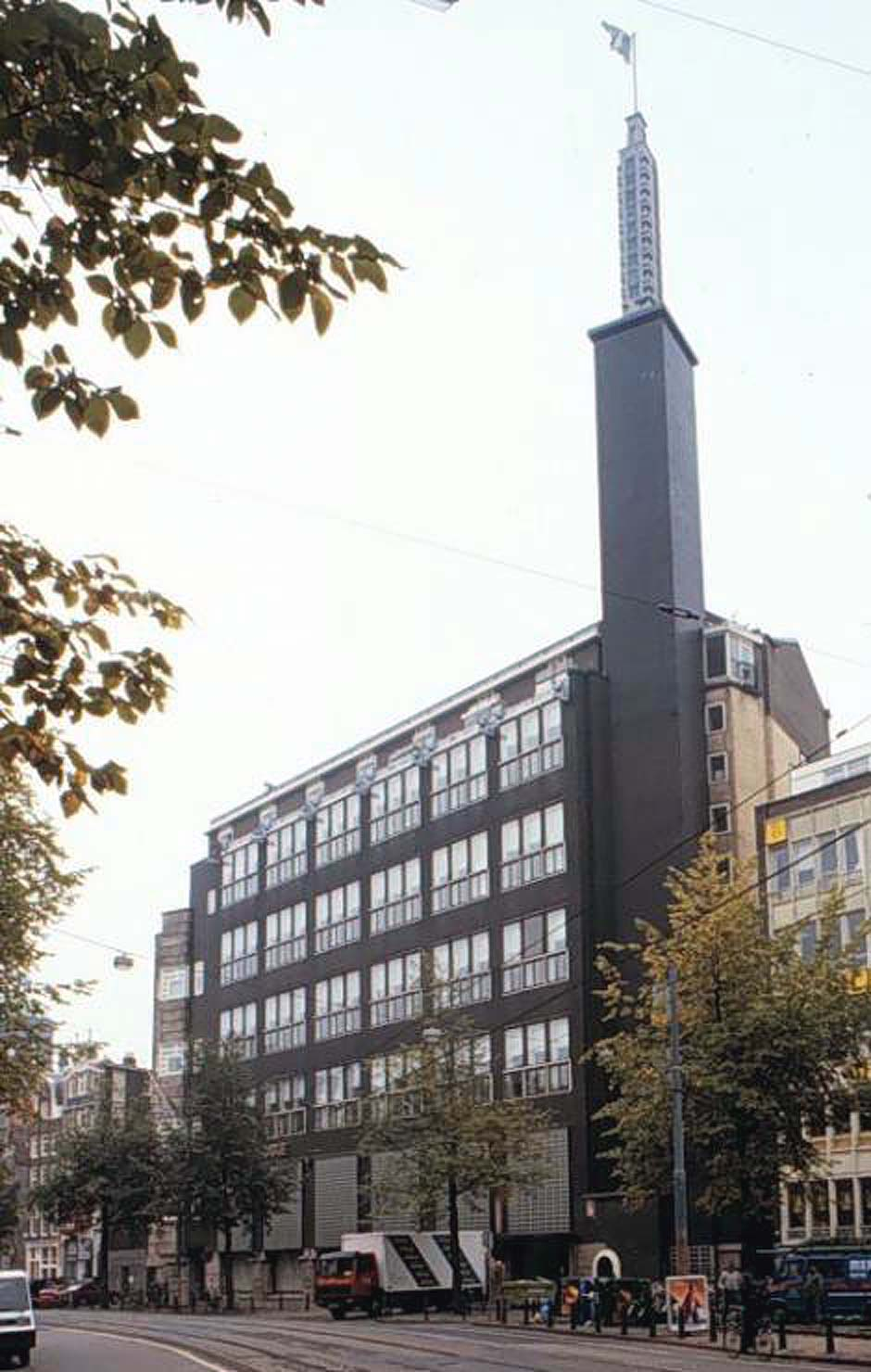
Het (voormalige) Telegraafgebouw aan de Nieuwezijds Voorburgwal

Vooral De Courant bleek zeer winstgevend, zodat Holdert tussen 1903 en 1923 de ene krant na de andere kon opkopen. Holdert hief al deze kranten op. De naam Amsterdamsche Courant werd de ondertitel van De Telegraaf, en de naam Het Nieuws van den Dag werd aan De Courant gekoppeld en werd met De Courant/Nieuws van de Dag een kopblad van De Telegraaf. J.C. Schröder was de hoofdredacteur van de Telegraaf, maar de directeur functioneerde in feite als hoofdredacteur en had alle touwtjes in handen. Al vóór de Eerste Wereldoorlog was Holderts concern, gemeten naar de oplage van zijn kranten, het grootste dagbladbedrijf van Nederland.
In 1926 begon de bouw van een nieuwe drukkerij/redactieruimte aan de Nieuwezijds Voorburgwal, ontworpen door J.F. Staal en G.J. Langhout, die in 1930 in gebruik werd genomen. Ook in 1930 kocht Holdert de laatst overgebleven mede-aandeelhouder uit. Sindsdien was hij enig eigenaar van het Telegraaf-concern en de enige echt grote 'press lord' die Nederland ooit gekend heeft.
Vóór de Tweede Wereldoorlog omvatte het marktaandeel ruim 20% van de totale Nederlandse dagbladpers.

### Tweede Wereldoorlog
In de loop van juni 1940 kwam Hendrik Holdert (via zijn zoon Henri 'Hakkie' Holdert jr.) in contact met ir. C.J. Huygen, die in september 1940 door Anton Mussert (leider van de Nationaal-Socialistische Beweging (NSB)) werd benoemd tot secretaris-generaal van deze beweging. Via Huygen verwierf Hendrik Holdert de steun van Mussert in zijn streven niet in Duitse handen te vallen. Hiervoor betaalde Hendrik Holdert 25.000 gulden waarmee de NSB WA-uniformen kon laten maken. Ook betaalde Holdert aan Huygen diens maandelijkse toelage van 1.000 gulden, later 1.500 gulden. Hiermee gaf Holdert substantiële financiële steun aan de NSB.
Medio 1942 werd de hoofdredacteur van De Telegraaf, J.M. Goedemans, ontslagen op last van prof. dr. T. Goedewaagen, op dat moment secretaris-generaal van het nationaalsocialistische Departement van Volksvoorlichting en Kunsten. Goedemans had in een artikel over de Tachtigjarige Oorlog een vergelijking getrokken tussen het toenmalige verzet tegen de bezettende Spaanse overheid en het actuele verzet tegen de Duitse bezetter. Goedewaagen was van mening dat Goedemans een zekere sympathie tentoonspreidde voor verzet tegen een bezettende overheid. Vandaar zijn gedwongen vertrek, na een dienstverband van bijna 35 jaar. Goedemans' artikel was echter slechts de aanleiding. De afwijzende houding van De Telegraaf ten aanzien van de staatkundige situatie in Nederland in de eerste oorlogsjaren, was de Duitse bezetter al langer een doorn in het oog. De Telegraaf werd gestraft met een boete van 10.000 gulden die later weer werd herroepen.
Goedemans werd opgevolgd door J.C. Fraenkel, die - niet naar genoegen van de Duitse bezetter – in eerste instantie het beleid van Goedemans in grote trekken continueerde. Onder zware druk van het Reichskommissariat Niederlande stemde Fraenkel uiteindelijk in met het plaatsen van anti-joodse artikelen en SS-frontreportages. Dat De Telegraaf dit deed, terwijl de meeste andere dagbladen dit weigerden, is Fraenkel en de krant na de oorlog zwaar aangerekend.
Tijdens de Tweede Wereldoorlog drukte de drukkerij van De Telegraaf ook pro-Duitse bladen, waaronder de Deutsche Zeitung in den Niederlanden.
Na het overlijden van Hendrik Holdert in juli 1944 en het aftreden van Fraenkel in oktober 1944 kwam De Telegraaf geheel in handen van Henri 'Hakkie' Holdert jr. en diens SS-trawanten. Hakkie Holdert was in Duitse krijgsdienst naar het oostfront geweest als lid van de Waffen-SS. Na de oorlog was hij (blijkens een bericht in de Rotterdamsche Courant van 27 november 1946) door de PRA in Alkmaar gearresteerd op een zeewaardige tweemaster die onder Monnickendam gemeerd lag. Holdert was door de mand gevallen, toen onder zijn arm een litteken zichtbaar werd dat ontstaan was na het operatief verwijderen van het bloedgroepteken van de SS.

### 1945-1949: Verschijningsverbod
De Commissie voor de Perszuivering oordeelde dat Holdert het behoud van zijn kranten had bewerkstelligd door uit pure baatzucht en welbewust met de vijand te heulen, financiële steun te verlenen aan diens handlangers en verraderlijke en vijandelijke propaganda te voeren. De Commissie legde De Telegraaf een verschijningsverbod voor dertig jaar op. Het verbod werd in 1949 weer opgeheven. In die periode werden op de persen van De Telegraaf de dagbladen Trouw en Het Parool gedrukt, beide voortgekomen uit het verzet.
Het oordeel van de Commissie voor de Perszuivering heeft er mede toe bijgedragen dat De Telegraaf de exponent bij uitstek werd van de collaborerende pers. Dat beeld diende volgens onderzoeker René Vos enigszins te worden genuanceerd. Volgens diezelfde Vos kunnen vetes van persoonlijke en zakelijke aard tussen verschillende uitgevers ook een rol gespeeld hebben in het publicatieverbod.

### Sinds 1950

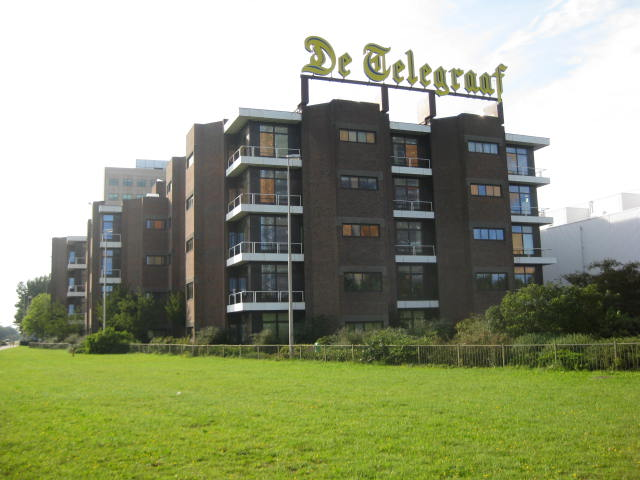
Hoofdkantoor in Amsterdam.

Na de opheffing van het verschijningsverbod groeide De Telegraaf opnieuw uit tot het grootste dagblad van Nederland. De eerste Telegraaf na de oorlog verscheen op 12 september 1949. De eerste jaren werden enorme aanloopverliezen geleden maar de krant werd in 1951 gered door de financiële deelname van R A.(Ruud) van Puijenbroek, textielfabrikant te Goirle. In de naoorlogse periode profileerde De Telegraaf zich binnen de Nederlandse krantenwereld door het voeren van politieke campagnes op de redactionele pagina's, bijvoorbeeld door de verkettering van tegencultuur en nieuwe sociale bewegingen in de jaren negentienzestig en zeventig. Na de opheffing van het katholieke dagblad De Tijd en het loslaten van het predicaat katholiek bij de Volkskrant, vond De Telegraaf ook tijdelijk een doelgroep bij conservatieve katholieken die moeite hadden met de veranderingen in hun kerk. De oorsprong van dit populisme lag in het conflict tussen Andriessen en Holdert in 1903.
Het gebouw aan de Nieuwezijds Voorburgwal werd in 1966 door woedende bouwvakkers belaagd (en gedeeltelijk vernield) tijdens de zogeheten 'Telegraafrellen'. In 1967 waren er vier aandeelhouders. Naast grootaandeelhouder Van Puijenbroek (38%) waren de overige aandeelhouders: M. E. Borrius Broek, directeur van De Telegraaf en directeur van de Holding; dr A. J. M. Goedemans, commissaris van de Holding en het dagblad, dochter van de vroegere directeur van De Telegraaf; en de heer A. De Koster, commissaris van De Telegraaf en de Holding (deze reder was een broer van de toenmalige minister H. J. de Koster van defensie, tevens grootaandeelhouder van het Leids Dagblad). De oplage van De Telegraaf bedroeg 365.000 en Het Nieuws van de Dag 135.000.
In 1974 verhuisde De Telegraaf naar de Basisweg te Amsterdam-Sloterdijk. In 1998 werd het kopblad De Courant/Nieuws van de Dag opgeheven. Ter compensatie kreeg De Telegraaf één pagina met Amsterdams nieuws.
Van 21 maart 2004 tot en met 20 december 2009 verscheen De Telegraaf ook op zondag. Deze krant werd niet gedrukt op het reguliere broadsheet-formaat, maar op compact. De zondagkrant verdween eind 2009 vanwege tegenvallende advertentie- en abonnementeninkomsten.
Sinds april 2014 verschijnt De Telegraaf weer op zondag, maar dan alleen digitaal. Destijds waren de druk- en bezorgkosten van de zondagkrant te hoog. Eind 2016 werd deze opnieuw opgeheven.
Sinds 10 oktober 2014 verschijnt de volledige krant alle dagen op compact-formaat. De Telegraaf was de laatste krant in Nederland die afstapte van het broadsheet formaat.
Op 26 juni 2018 reed een bestelauto waarschijnlijk met opzet tegen een ruit van het kantoorgebouw van De Telegraaf, waarna hij in brand vloog, vermoedelijk aangestoken door de bestuurder, die vertrok met een andere auto. Het kantoor heeft aanzienlijke materiële schade opgelopen. Er wordt rekening gehouden met een aanslag georganiseerd vanuit het criminele circuit; vier dagen eerder was het kantoor van Panorama ook al doelwit, wellicht omdat beide bladen vaak over zware criminaliteit schrijven.

## Oplage
Oplage van De Telegraaf tussen 1998 en 2014
Cijfers volgens HOI, Instituut voor Media Auditing
Gemiddeld verspreide oplage van De Telegraaf tussen 2001 en 2017
Cijfers volgens HOI, Instituut voor Media Auditing

## Internet

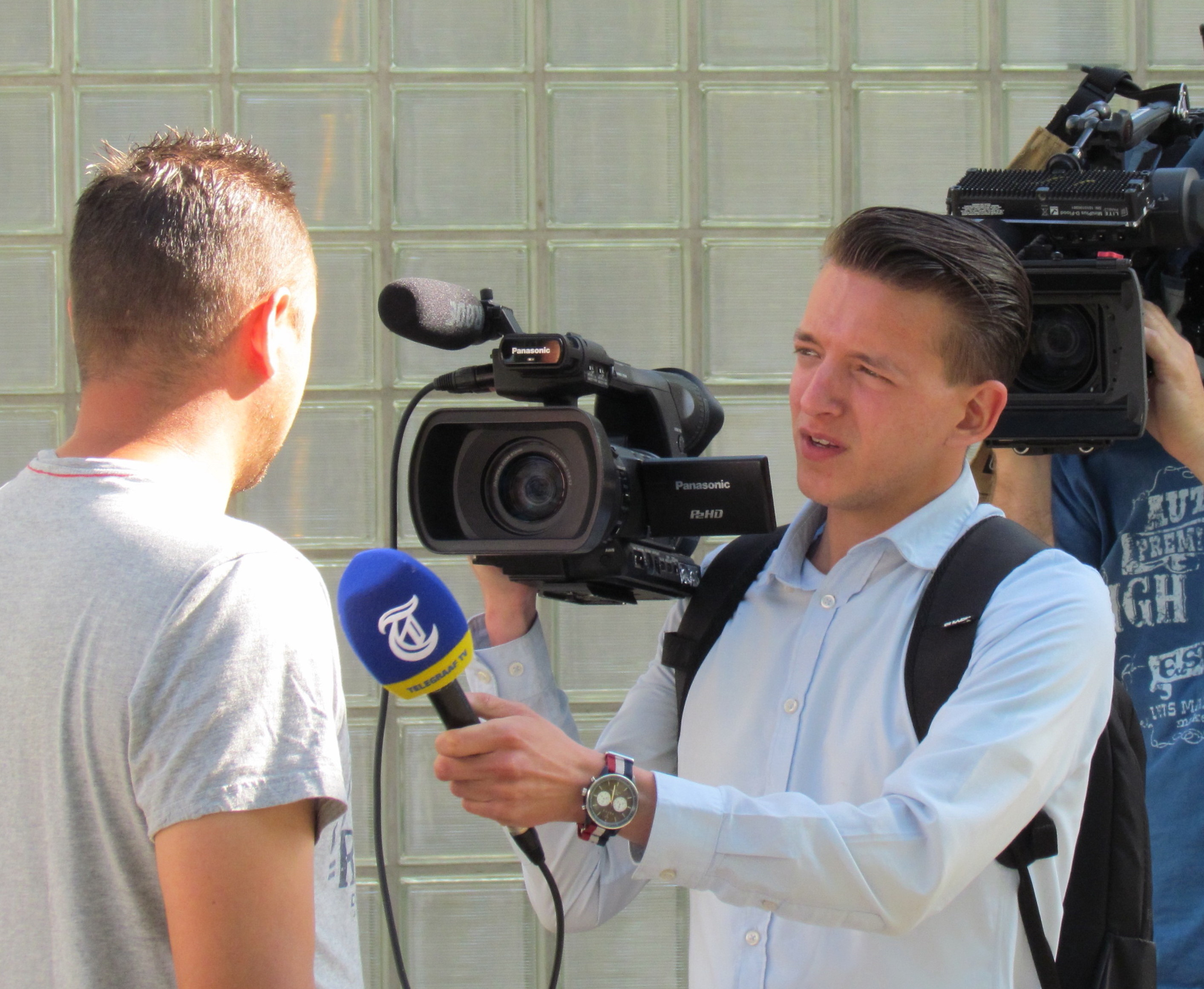
Een camerajournalist van Telegraaf TV Nieuws tijdens een interview

De Telegraaf heeft sinds 1996 een aanwezigheid op het internet met als slogan de nummer één in nieuws. De website biedt verschillende rubrieken aan zoals sport, financiën, binnen- en buitenland en heeft een tv-rubriek (Telegraaf TV Nieuws).
Er is een webwinkel, een mobiele dienst, een videodienst en de mogelijkheid om via Mijn Telegraaf de bezorging van de krant tijdens een vakantie stop te zetten of online te bekijken. Er kan niet direct gereageerd worden op deze site maar wel via Facebook of Twitter.